# Guillem I d'Orange-Nassau
Guillem I d'Orange-Nassau (castell de Dillenburg, Nassau, 24 d'abril de 1533 - Delft, 10 de juliol de 1584), també conegut com Guillem el Taciturn (traduït del neerlandès : Willem de Zwijger), o als Països Baixos com a Guillem d'Orange (neerlandès : Willem van Oranje), va ser el principal líder o estatúder de la revolta holandesa contra els Habsburg espanyols que va desencadenar la guerra dels vuitanta anys (1568–1648) i va donar lloc a la independència formal de les Províncies Unides el 1581. Nascut a la Casa de Nassau, primogènit i successor del comte Guillem de Nassau-Dillenburg, esdevingué príncep d'Orange l'any 1544 i és així el fundador de la branca d'Orange-Nassau i l'ancestre de la monarquia dels Països Baixos. Als Països Baixos, també és conegut com el Pare de la Pàtria (Pater Patriae) (holandès: Vader des Vaderlands).
Guillem, noble ric, va servir originalment als Habsburg com a membre de la cort de Margarida de Parma, governadora dels Països Baixos espanyols. Descontent amb la centralització del poder polític lluny dels estaments locals i amb la persecució espanyola dels protestants holandesos, Guillem es va unir a l'aixecament holandès i es va tornar contra els seus antics amos. El més influent i políticament capaç dels rebels, va portar els holandesos a diversos èxits en la lluita contra els espanyols. Declarat fora de la llei pel rei espanyol el 1580, va ser assassinat per Balthasar Gérard a Delft el 1584.

## Joventut
Fins als onze anys, Willem va ser educat en un sentit luterà al castell ancestral de Dillenburg a Alemanya. La seva mare era protestant convençuda i la va transmetre als seus fills.
El 1544 heretà del seu cosí Renat de Nassau-Breda el principat d'Orange, sent el primer membre de la casa d'Orange-Nassau en portar aquest nom. Educat per l'emperador Carles V, el serví com a diplomàtic i fou nomenat el 1555 membre del consell d'estat i governador i lloctinent d'Holanda, Zelanda i Utrecht. A més del principat, Willem va heretar importants privilegis i possessions als Països Baixos del seu cosí. Carles V va afegir una condició a l'herència: transició a la fe i educació catòlica romana a la cort de Brussel·les, i a causa de la importància de l'herència, els pares i Willem van estar d'acord. Dominava el francès, la llengua de l’alta noblesa, i no parlava perfectament l'holandès del seu temps. A la cort de l'emperador va aprendre llatí, espanyol, italià i el brabant holandès local, i va fer contactes a tots els nivells.
El 8 de juliol de 1551 amb 18 anys, es va casar amb Anna d'Egmond per interès familiar, augmentant els seus dominis als Països Baixos. Es va convertir en un dels nobles més importants de la cort i quan Carles va renunciar com a emperador el 25 d'octubre de 1555, es va recolzar a l'espatlla del príncep en la cerimònia, demostrant una gran confiança de Carles V en Guillem d'Orange. Carles va dir al seu fill Felip II sobre el príncep Guillem: Honra aquest jove, pot ser el teu conseller i suport més valuós. En aquest període Guillem encara es va mostrar fidel seguidor de l’Església Catòlica Romana.

## Conflictes religiosos
El 1555 Felip II, un ferm defensor de l’Església Catòlica Romana, esdevingué senyor dels Països Baixos i l'any següent també rei d'Espanya, on ja havia exercit de regent del seu pare des del 1539 i tenia com a objectiu vital crear un gran imperi amb una sola religió, el catolicisme romà i va intentar emfatitzar el seu vincle amb Guillem, que va ser, juntament amb el duc d'Alba, un dels consellers més importants de Felip. El príncep Guillem, fidel a l’Església Catòlica Romana, va apreciar el crític humanista Erasme. El 1556 Guillem es va convertir en cavaller de l'Orde del Toisó d'Or. Les coses no van anar bé entre Felip i la noblesa holandesa, doncs va preferir utilitzar assessors d'altres llocs, com l'espanyol Ruy Gómez de Silva i el màxim diplomàtic d'origen francès Nicolas Perrenot de Granvelle, que ja havia servit tan bé al seu pare, i Felip va marxar a Espanya la tardor de 1559.
El juny de 1559, després de la conclusió de la pau de Cateau-Cambrésis, sembla que Guillem d'Orange es va reunir amb Enric II de França, i fou informat del pla conjunt dels monarques catòlics Enric i Felip per erradicar l'heretgia a França i els Països Baixos mitjançant la inquisició, la persecució, la tirania i els edictes. La seva resistència contra Felip haurien sorgit arran d'aquesta conversa. Alguns historiadors dubten fermament de la historicitat d'aquesta trobada. En qualsevol cas, fins al 1559 encara serviria fidelment al rei Felip, entre altres coses, en nom del rei espanyol com a governant adjunt, com a titular de la ciutat, de les províncies d'Holanda amb Frisia Occidental, Zelanda i Utrecht.
A principis de 1565, un nombrós grup de nobles menors, inclòs Lluís de Nassau, el germà petit de Guillem va formar el Compromís dels Nobles, que el 5 d'abril van oferir una petició a Margarida de Parma, per sol·licitar la fi de la persecució dels protestants, que anomenaven Inquisició fou rebutjada i es va decretar la prohibició de predicar el protestantisme en decrets de juny i juliol. Calvinistes, anabaptistes i menonites, enfurismats per l'opressió catòlica i teològicament contraris a l'ús catòlic d'imatges de sants, que als seus ulls entraven en conflicte amb el Segon Manament, van destruir estàtues de centenars d'esglésies i monestirs dels Països Baixos d'agost a octubre de 1566 en una onada d'iconoclasme es va estendre pels països baixos. Margarida de Parma va emetre un decret en agost prohibint l'iconoclasme.

## Guerra dels Vuitanta Anys
La política intolerant de Felip II de Castella envers els Països Baixos, amb el resultat de l'esclat de l'iconoclasme, va fer que s'apartés de la monarquia i després de la batalla d'Oosterweel de 1567 ja no hi havia llibertat religiosa i Orange i altres nobles destacats es van exiliar a Alemanya. El 1568, després de la revolta de diverses ciutats de Països Baixos del sud, fou declarat proscrit i li foren confiscats tots els béns pel Tribunal dels Tumults, que el va condemnat a mort, in absentia perquè es trobava a Alemanya. El mateix any 1568 atacà l'exèrcit del duc d'Alba, i malgrat les derrotes, va decidir envair Brabant amb un exèrcit considerable, però com que el duc d'Alba va evitar una confrontació, l'exèrcit d'Orange va haver de ser dissolt per falta de diners, la revolta popular no es va materialitzar i en ser derrotat es refugia de nou a Alemanya.
El 1569 sostingué els hugonots, que l'ajudaren en la lluita contra la monarquia hispànica, però uns anys després s'uní al calvinisme. Amb la mort d'Egmont i Horne (Brederode havia mort sobtadament abans d'això), Orange es va convertir en el líder indiscutible de la revolta, i volia unir-se a la resistència armada perquè creia en la llibertat religiosa per als holandesos i a nivell personal perquè el seu honor com a noble havia estat danyat. Va idear un arriscat pla pel qual va envair els Països Baixos amb l'ajut d'altres nobles des de tres bandes el 1568, la primera invasió d'Orange. Al nord, això va resultar en una victòria a la batalla de Heiligerlee, però després en una derrota aclaparadora a la batalla de Jemmingen. Al sud, l'exèrcit dels protestants francesos, els hugonots, ja havia estat derrotat prematurament i al mig els insurgents van perdre la batalla de Dalheim. Malgrat les derrotes, Guillem I d'Orange-Nassau va decidir envair Brabant amb un exèrcit considerable, però com que el duc d'Alba va evitar una confrontació, l'exèrcit d'Orange va haver de ser dissolt per falta de diners. La incursió havia estat un fracàs. Les finances d'Orange es van esgotar i l'esperada revolta popular no es va materialitzar.
Orange i el seu germà Lluís de Nassau van haver d'actuar abans del previst per la presa sobtada de Brielle, envaint els Països Baixos per tres llocs diferents. Lluís va envair Hainaut al sud i va capturar Mons i els calvinistes van prendre el poder a Valenciennes. Willem van den Bergh va conquerir Zutphen a Gelderland, després de la qual cosa la majoria de ciutats de Gelderland, Overijssel, Utrecht i Frísia també es van unir als rebels. Les incursions van obligar el duc d'Alba a mantenir els seus exèrcits al sud malgrat la difícil situació del nord. Bergen va rebre la prioritat i va ser assetjat primer pel fill d'Alba, Dom Fadrique, i un exèrcit hugonot francès que va anar al seu socors fou derrotat, i després de la mort de la majoria dels líders protestants francesos a la Massacre del dia de Sant Bartomeu, els rebels no podien esperar més suport, i va imprimir a les ments protestants la convicció indeleble que el catolicisme era una religió cruenta i traïdora. Orange va marxar, doncs, cap a Bergen amb un exèrcit amb l'esperança que Alba aixequés el setge. Durant el viatge pel Brabant, ciutats com Malines, Diest, Oudenaarde, Dendermonde, Lovaina i Tienen es van unir a la revolta. Alba no es va moure, però, i el setembre de 1572 Bergen es va rendir i Alba tenia les mans lliures per tractar amb els insurgents. Per restablir l'ordre i castigar les ciutats rebels, el duc d'Alba va decidir llançar una expedició punitiva contra les ciutats rebels, dirigida per Dom Fadrique. La primera ciutat va ser Malines, que va ser presa sense combat a principis d'octubre, i els soldats espanyols van saquejar-la brutalment i provocar una massacre, fet que va causar tanta por que altres ciutats rebels de Flandes i Brabant van renunciar a la seva resistència. De cop, es va restablir l'autoritat en aquestes regions. Després d'això, va ser el torn de Zutphen. Aquesta ciutat va ser presa el 16 de novembre i també saquejada. Aquesta vegada també, altres ciutats de Gelderland, Overijssel i Frisia van aturar la seva resistència. La revolta només es mantenia a Zelanda i Holanda.
El 1576 va aconseguir l'alçament general de les Països Baixos i l'elecció de l'arxiduc Maties, germà de l'emperador, com a governador dels Països Baixos espanyols. El 1578 la derrota a les províncies meridionals a Gembloux el feu aliar amb el duc d'Alençon. El 1579 va assolir la unió d'Utrecht, i dos anys més tard oferia la sobirania al duc Francesc Hèrcules d'Anjou, germà d'Enric III de França (1581).

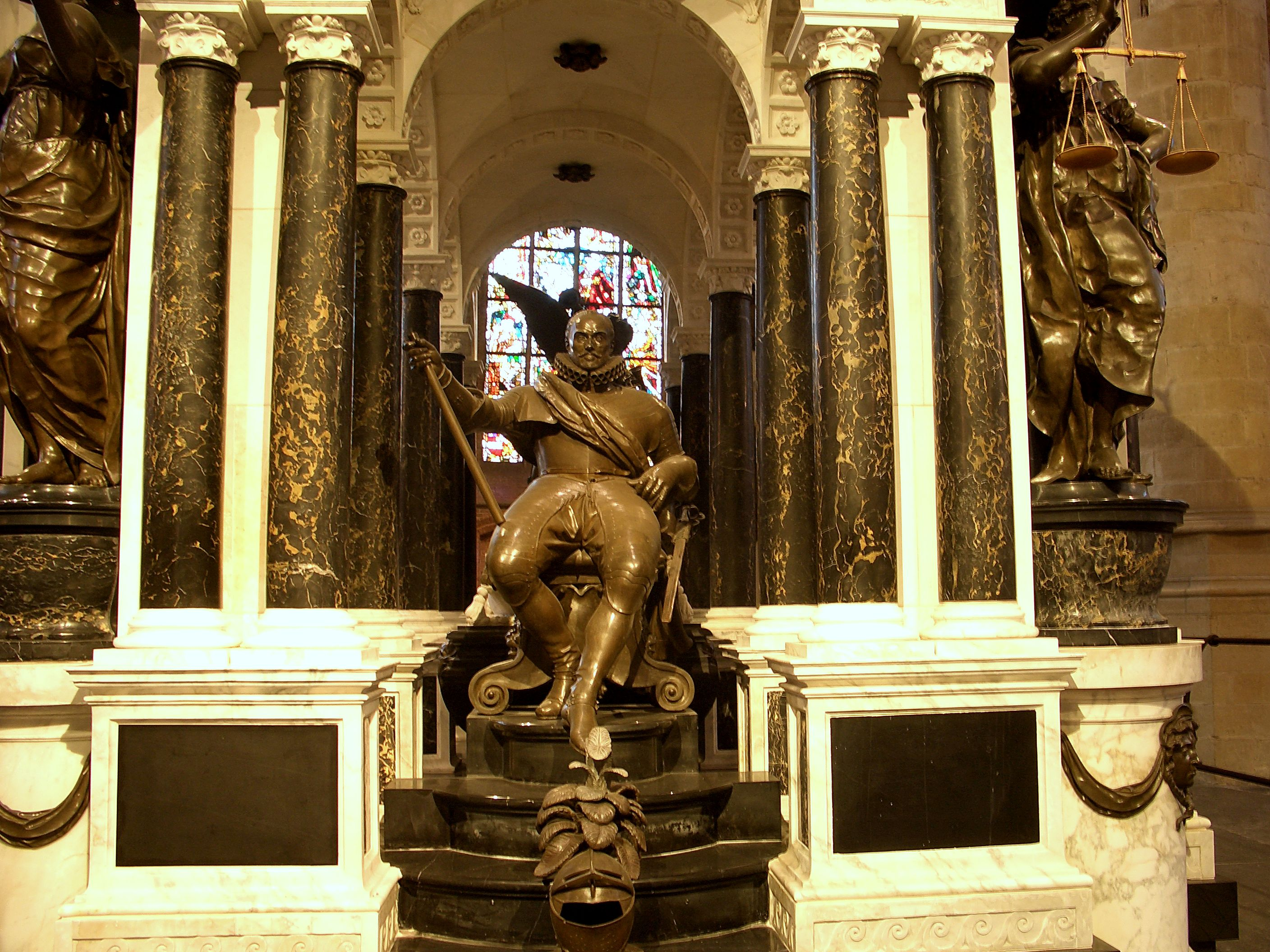
Mausoleu de Guillem I a l'església nova de Delft

El 10 de juliol de 1584 va morir assassinat per Balthasar Gérard a Delft alhora que la seva popularitat havia disminuït molt. Està enterrat en un mausoleu a l'església nova de Delft.

## Matrimonis i fills
Guillem d'Orange es va casar quatre vegades. La seva primera esposa fou Anna d'Egmond, comtessa de Buren, Lingen i Leerdam; senyora d'IJsselstein, Borsele, Grave Kranendonk, Jaarsveld, Kortgene, Sint-Maartensdijk i Odijk. Va ser l'única filla i hereva de Maximilià d'Egmont i Françoise de Lannoy. El matrimoni va acabar amb la seva mort, i van tenir tres fills: Maria, morta a la infància, Felip-Guillem d'Orange-Nassau, príncep d'Orange que es va casar amb Elionor de Borbó-Condé i Maria de Nassau, casada amb Philip van Hohenlohe-Neuenstein.
El seu segon matrimoni en 1561, amb Anna de Saxònia, l'única filla i hereva de l'elector Maurici de Saxònia, i d'Agnès, filla gran del landgravi Felip I de Hesse. fou anul·lat en 1571 després d'haver tingut cinc fills: Anna, morta gairebé immediatament, Anna, casada amb Willem Lodewijk van Nassau-Dillenburg, Maurici, Maurici de Nassau, stadtholder i príncep d'Orange, i Emília, casada amb Emanuel de Portugal.
Es va casar per tercer cop amb Carlota de Borbó-Montpensier en 1575 i ella va morir en 1582, i tingueren sis fills: Lluïsa Juliana d'Orange-Nassau, casada amb Frederic IV del Palatinat, Elisabet de Nassau, casada amb Henri de La Tour d'Auvergne, Catharina Belgica, casada amb Felip Lluís II d'Hanau-Münzenberg, Charlotte Flandrina, abadessa del monestir de Santa Croix a prop de Poitiers, Charlotte Brabantina, casada amb Claude de la Trémoille, duc de Thouars, Emilia Secunda Antwerpiana, casada amb Frederik Casimir van Palatinate-Landsberg, Louise de Coligny, matrimoni acabat per la mort de Guillem d'Orange, i Frederik Hendrik, estadista i príncep d'Orange.
De la seva quarta esposa, Lluïsa de Coligny, va tenir un fill: Frederic Enric d'Orange-Nassau (1584-1647), Stadhouder i Príncep d'Orange.
Guillem d'Orange va tenir un fill amb Eva Elincx, Justí de Nassau.

## Successió
Felip-Guillem d'Orange-Nassau el va succeir com a príncep d'Orange però era ostatge a Espanya i el seu germà Maurici de Nassau va ser nomenat Stadholder i capità general a proposta de Johan van Oldenbarneveldt i com a contrapès al comte de Leicester. Felip-Guillem va morir a Brussel·les el 20 de febrer de 1618 i el va succeir el seu germanastre Maurici de Nassau, el fill gran del segon matrimoni de Guillem amb Anna de Saxònia, que es va convertir en príncep d'Orange. Al segle xix els Països Baixos es van convertir en una monarquia constitucional, actualment amb el rei Guillem Alexandre dels Països Baixos com a cap d'estat, descendent de Guillem d'Orange.